# Flavodoxine
Une flavodoxine est une flavoprotéine bactérienne intervenant dans les réactions d'oxydoréduction. La structure des flavodoxines est caractérisée par un feuillet β à cinq brins parallèles entouré d'hélices α de chaque côté du feuillet. Ces protéines ont été isolées à partir de procaryotes, de cyanobactéries et de certaines algues eucaryotes.